# Ekorrn satt i granen
Ekorren, med inledningsorden Ekorrn satt i granen, är en barnsång med text och musik av Alice Tegnér, publicerad 1892 i häfte 1 av Sjung med oss, mamma! och sedermera under rubriken "Visor om djur och blommor" i Nu ska vi sjunga, den svenska folkskolans sångbok från 1943.

## Sångtext
Spontana utökningar av texten kom fram redan på tidigt 1920-tal, där ekorren tas om hand för sin ben- och svansskada på olika sätt, bland annat med beska piller och varmt bandage, i senare versioner med kallt bandage och plåster på tån och svansen. Dessa efterhandskonstruktioner tillhör dock inte visans originaltext.
Många sjunger omedvetet fel, och byter ut textraden "hoppa' han på tallegren" till "hoppa' han från tallegren".
Ekorr'n satt i granen

skulle skala kottar

fick han höra barnen

då fick han så bråttom

hoppa han på tallegren

stötte han sitt lilla ben

och den långa, ludna svansen

## Inspelningar
En tidig inspelning gjordes av Emma Meissner i Stockholm i september 1909. En annan inspelning gjordes av en flickkör som sjöng in sången på skiva i Solna i april 1931 och gav ut den i november samma år.
Sången har också spelats in på spanska av Maria Llerena som "La ardillita" på skivalbumet Chiquitico mio från 1988.